# Ithier III di Toucy
Ithier III di Toucy o Itier III di Toucy (intorno al 1100 – intorno al 1147) è stato un nobile e militare francese, signore di Toucy. Suo padre era Narjot I di Toucy, signore di Toucy, e sua madre era Ermengarda di Cravant.

## Biografia
Divenne signore di Toucy, Bazarnes, Saint-Fargeau e Puisaye intorno al 1110 quando suo padre Narjot I de Toucy morì. Essendo però troppo giovane, la signoria fu amministrata da suo cognato Ugo di Cosne, detto il Manceau (il Mansense, di Le Mans), marito di sua sorella Beatrice di Toucy.
Nel 1134 fece una donazione, con il consenso di sua madre e di suo fratello Stefano, all'Abbazia di Crisenon.
Intorno al 1147, con il consenso di sua moglie Elisabetta di Joigny, cedette il diritto di pascolo e il diritto di far pascolare i maiali in tutti i suoi boschi di Puisaye all'Abbazia di Roches, di cui Goffredo, suo nipote, era l'abate, per il suffragio della sua anima e di quella dei suoi genitori.
Nel 1147, decise di prendere parte alla Seconda Crociata. Prima della sua partenza, fece delle donazioni alle abbazie di Crisenon e Pontigny. Morì poco dopo, probabilmente in Terra Santa.

## Matrimonio e figli
Verso il 1130, sposò Elisabetta di Joigny, signora di Champlay, probabilmente la figlia di Renard III, conte di Joigny, e della sua prima moglie Wandalmode di Beaujeu, dalla quale ebbe sette figli:
- Narjot II di Toucy, che succede a suo padre.
- Sara di Toucy, che sposò Gibaud de Saint-Vérain.
- Guido di Toucy, menzionato in una rinuncia a favore dell'abbazia di Saint-Benoît-sur-Loire da suo fratello Narjot.
- Ithier di Toucy, signore di Bazarnes, morì probabilmente senza figli.
- Ermengarda di Toucy, che sposò Guglielmo I di Dampierre, da cui ebbe diversi figli, ed in seconde nozze Dreux IV de Mello, da cui ebbe anche dei figli.
- Maddalena di Toucy, che sposò Renaud di Pougy.
- Giovanni di Toucy, menzionato in un documento del 1180.

Rimasta vedova, Elisabetta di Joigny sposò Eudes di Pougy, signore di Pougy, ed ebbe altri tre figli.